# Bronschhofen
Bronschhofen är en ort i kommunen Wil i kantonen Sankt Gallen, Schweiz. Orten var före den 1 januari 2013 en egen kommun, men inkorporerades då in i kommunen Wil.